# Centro Comercial Puerta de Alicante
El Centro Comercial Puerta de Alicante se encuentra en la ciudad española de Alicante. Está situado en el barrio de Florida Baja, en el tramo de la Vía Parque denominado avenida de José María Hernández Mata.

## Descripción
Fue inaugurado en 2002, convirtiéndose en el segundo centro comercial de la ciudad, tras el Gran Vía, inaugurado en 1998.
Dispone de más de 34 000 m² de superficie, con un hipermercado Carrefour, multicines Yelmo y un gimnasio como principales establecimientos. Además cuenta con otros 74 locales comerciales, parte de los cuales ocupados por comercios dedicados principalmente a la moda y a la restauración, así como con un aparcamiento de 1874 plazas.
En 2017 fue adquirido por Carrefour Property, empresa que ha impulsado una reforma para reactivar el centro comercial. La remodelación prevista  supondrá la reestructuración parcial del edificio y su modificación de actividad, pasando a ser un complejo mixto, con la instalación de oficinas que serán compatibles con su uso actual comercial. El nuevo centro resultante será denominado Puerta de Alicante Work City.